# NHKネットワーク54
『NHKネットワーク54』（エヌエイチケイ ネットワークごじゅうよん）は、NHK総合テレビジョンで土曜日の10時台に放送されたテレビ番組である。字幕放送を実施した。

## 概要
2004年夏から明るみに出た度重なるNHKの不祥事で受信料の不払いが急増したことを受け、視聴者への信頼回復のための改革の一環として、2005年10月2日から放送を開始した。
内容は、各地域で放送された情報番組（主に金曜19:30からのローカル枠）を紹介する。タイトルの「54」は、全国各地にあるNHKの放送局（全国各都道府県に原則1局ずつ。北海道は札幌、函館、旭川、帯広、釧路、北見、室蘭の7局。福岡県は福岡と北九州の2局）の所在数を示す。
2006年10月からは、その1週間に各放送局で放送されたニュースにおける記者リポートの中から選んだものを放送する、「地域発リポート」コーナーが番組後半に設けられた。
NHK自体の抜本改編や、担当アナウンサーの退職もあり、2008年3月15日の放送（ハイビジョンふるさと発『私たちの出会った戦争〜沖縄・遺骨収集の旅〜』。佐賀局制作）を最後に終了した。後継番組は『地域発!ぐるっと日本』である。

## 放送時間
- 2005年10月2日 - 2006年3月19日
  - 日曜 10:05 - 10:57
- 2006年4月8日 - 2008年3月15日
  - 土曜 10:05 - 最長11:00（『にっぽん再発見』と放送時間・曜日がそっくり交換する形で放送枠が移動）
  - 翌週金曜 16:05 - 最長17:00（東海地方のみ、2007年度）

### 放送されなかった地域
この枠は地域情報番組枠としての位置づけがあったことから、ところによってはローカル番組の再放送が優先されるケースがあった。以下、主なものを挙げる。
- 東北地方
毎月最終週に『ネットワーク東北』（10:05 - 10:54）を放送するため。それ以外の週も別番組を放送する場合がある。
- 長野県
月1回『信州セレクション』を放送するため。それ以外の週は放送。
- 東海・北陸地方
『金とく』の再放送（10:05 - 10:48、11:18まで拡大する場合あり）と『新日本紀行ふたたび』（10:50 - 11:30、全国放送より1週遅れの内容、『金とく』拡大時は別番組）を放送するため。東海地方については2006年1月から3月に限り放送した後休止したが、2007年4月から、金曜夕方に遅れネットで放送（東海3県では事実上のネット再開）。
- 九州・沖縄地方
第2週と第4週は原則『九州沖縄アンコールアワー』に差し替え。ただし、当番組で九州・沖縄の放送局制作番組が放送される場合はネット。

## 番組進行
- 小郷知子（開始から2007年3月まで、『地域発リポート』のみ担当）
- 堀尾正明（2007年度のみ、全体進行役となった）